# Together (álbum de Larry Coryell y Emily Remler)
Together es un álbum de jazz de los guitarristas norteamericanos Larry Coryell y Emily Remler. Ambos estuvieron de gira juntos en 1985 y mantuvieron una relación sentimental que también se percibe en el resultado intimista de esta grabación.

## Recepción y críticas
Cuando se publicó en 1985 Together fue considerado en el New York Times por el crítico de jazz Leonard Feather como el mejor álbum a dúo de ese año, describiendo la interpretación de los dos guitarristas como "brillante" así como sus cambios de guitarras eléctricas y acústicas en los distintos temas del álbum.
En su reseña sobre este disco de Allmusic el crítico Scott Yanow comentó que "éste interesante y único encuentro nos presenta a Larry Coryell y Emily Remler en un conjunto de dúos de guitarra. Es fácil diferenciar la interpretación de los dos músicos, pero sus estilos son bastante complementarios".
En su libro "The Pinguin Guide Of Jazz On CD" para Richard Cook y Brian Morton éste es un álbum recomendable que en su totalidad es "cálido, accesible y que no está exento de sutilezas".

## Lista de temas
| n.º | Título                   | Duración                            |      |
| --- | ------------------------ | ----------------------------------- | ---- |
| 1.  | "Arubian Nights"         | Larry Coryell                       | 5:50 |
| 2.  | "Joy Spring'"            | Clifford Brown                      | 5:44 |
| 3.  | "I'll Wind"              | Harold Arlen, Ted Koehler           | 6:27 |
| 4.  | "How My Heart Sings"     | Earl Zindars                        | 5:43 |
| 5.  | "Six Beats, Six Strings" | Coryell                             | 6:57 |
| 6.  | "Gerri's Blues"          | Pat Martino                         | 5:29 |
| 7.  | "How Insensitive"        | Antonio Carlos Jobim, Norman Gimbel | 8:27 |

## Créditos
- Larry Coryell - guitarra eléctrica (Gibson Super 400 circa 1967) y guitarra acústica (Ovation Adamas)[5]
- Emily Remler – guitarra eléctrica (Borys B120) y guitarra acústica (Ovation Adamas)[5]